# Gấu trúc lớn
Gấu trúc lớn (Ailuropoda melanoleuca, nghĩa: "con vật chân mèo màu đen pha trắng", giản thể: 大熊猫; phồn thể: 大熊貓; bính âm: dàxióngmāo, nghĩa "mèo gấu lớn", tiếng Anh: Giant Panda), cũng được gọi một cách đơn giản là gấu trúc, là một loài gấu có nguồn gốc tại Trung Quốc. Nó dễ dàng được nhận ra bởi các mảng màu đen, lớn xung quanh mắt, trên tai, và tứ chi nó. Tuy thuộc về bộ Carnivora (bộ Ăn Thịt) nhưng chế độ ăn của gấu trúc gồm hơn 99% tre, trúc. Gấu trúc trong tự nhiên thỉnh thoảng ăn cỏ dại, thậm chí ăn thịt chim, gặm nhấm xác thối. Trong môi trường nuôi nhốt, gấu trúc ăn mật ong, trứng cá, lá cây, bụi cam hoặc chuối cùng với các loại thức ăn đặc biệt khác.
Gấu trúc lớn sống ở một vài vùng núi ở trung tâm Trung Quốc, chủ yếu ở Tứ Xuyên, nhưng cũng xuất hiện ở Thiểm Tây và Cam Túc. Nông nghiệp, phá rừng đã đẩy gấu trúc khỏi các vùng đồng bằng chúng từng sinh sống.
Là một loài nguy cấp phụ thuộc bảo tồn. Một báo cáo 2007 cho thấy 239 cá thể gấu trúc sống trong điều kiện giam cầm ở Trung Quốc và 27 nước khác trên thế giới. Ước lượng số lượng hoang dã rất khác nhau; một ước tính cho thấy có khoảng 1.590 cá thể sống trong tự nhiên, trong khi một nghiên cứu năm 2006 thông qua phân tích DNA ước tính rằng con số này có thể cao đến 2000 đến 3000. Một số báo cáo cũng cho thấy rằng số lượng gấu trúc trong tự nhiên đang ngày càng tăng. Tuy nhiên, IUCN không tin rằng đủ chắc chắn để chuyển loài này từ nguy cấp thành dễ thương tổn.

## Tập tính
Trong tự nhiên, gấu trúc sống trên cạn và dành phân lớn thời gian để đi lang thang và ăn trong các rừng tre, trúc ở vùng đồi núi tỉnh Tứ Xuyên. Gấu trúc lớn thường sống đơn độc, và mỗi con trưởng thành có một vùng lãnh thổ được xác định, con cái trưởng thành sẽ không tha thứ cho con cái nào dám đi vào lãnh thổ của nó. Gấu trúc giao tiếp thông qua tiếng kêu và đánh dấu mùi như cào cây hoặc đánh dấu nước tiểu. Chúng cũng có thể leo lên và trốn trong các hốc cây, nhưng không làm tổ lâu dài. Vì lý do này, gấu trúc không ngủ đông, tương tự như động vật có vú cận nhiệt đới khác, và thay vào đó di chuyển đến vùng có nhiệt độ ấm hơn.
Các cuộc gặp gỡ xã hội xảy ra chủ yếu trong mùa sinh sản ngắn. Sau khi giao phối, con đực rời đi, để con cái một mình để đẻ.
Mặc dù gấu trúc được cho là ngoan ngoãn, nó được biết tới từng tấn công con người, có thể do bị chọc tức chứ không phải do thích gây sự.

## Tên gọi
Không có giải thích kết luận về nguồn gốc của từ "panda" được tìm thấy. Từ gần nhất là ponya' trong tiếng Nepal. Tới năm 1901, khi gấu trúc lớn được xác định một cách sai lầm có liên quan tới gấu trúc đỏ, gấu trúc lớn cũng được biết tới như "gấu đốm" (Ailuropus melanoleucus) hay "gấu đa sắc". Theo hầu hết bách khoa, tên "gấu trúc" hay "gấu trúc thông thường" đến từ loài gấu trúc đỏ.
Theo các nhà sưu tập Trung Quốc, gấu trúc lớn có 20 tên gọi trong tiếng Trung Quốc, như huāxióng (花熊, Hán-Việt: hoa hùng, "gấu đốm") và zhúxióng (竹熊, Hán-Việt: trúc hùng, "gấu trúc"). Tên phổ biến nhất ở Trung Quốc hiện nay là dàxióngmāo (大熊猫, Hán-Việt: đại hùng miêu, "mèo gấu lớn"), hay chỉ đơn giản là xióngmāo (熊貓, Hán-Việt: hùng miêu, "mèo gấu").
Ở Đài Loan, tên phổ biến của gấu trúc là māoxióng (貓熊, Hán-Việt: miêu hùng, "gấu mèo"), mặc dù nhiều từ điển ở Đài Loan vẫn dùng "mèo gấu" như tên đúng.

## Phân loại
Trong nhiều thế kỷ, việc phân loại gấu trúc lớn có nhiều tranh luận vì có có những đặc điểm của cả gấu và gấu mèo. Tuy nhiên, nghiên cứu phân tử cho thấy gấu trúc lớn là một loài gấu thật sự và là thành viên của họ Ursidae, mặc dù có tách biệt từ sớm với các loài gấu khác. Họ hàng gần nhất của gấu trúc là gấu mặt ngắn Andes ở Nam Mỹ. Gấu trúc lớn được xem là hóa thạch sống.
Mặc dù có cùng tên, cùng môi trường sống và chế độ ăn, cũng như ngón cái giả (để giúp chúng nắm chặt các thanh tre, trúc chúng ăn), gấu trúc lớn và gấu trúc đỏ chỉ có liên quan xa. Nghiên cứu phân tử cho thấy gấu trúc đỏ thuộc về họ Ailuridae, chứ không phải Ursidae.

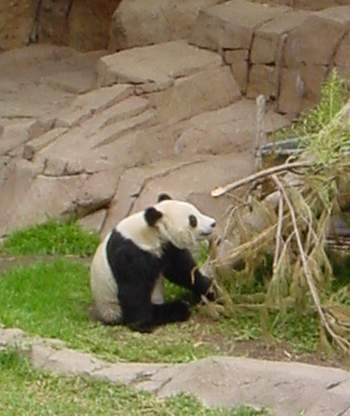
Hoa Mai, một con gấu trúc sinh ra ở vườn thú San Diego năm 1999

### Phân loài
Có hai phân loài của gấu trúc đã được công nhận trên cơ sở giải phẫu hộp sọ, mẫu màu lông và gen của quần thể (Wan và ctv., 2005).
- Ailuropoda melanoleuca melanoleuca bao gồm phần lớn quần thể còn hiện nay của gấu trúc. Chúng được tìm thấy chủ yếu ở Tứ Xuyên và có màu lông là đen - trắng.
- Ailuropoda melanoleuca qinlingensis[28] chỉ phân bổ trong dãy núi Tần Lĩnh ở Thiểm Tây ở cao độ khoảng 1.300-3.000 m. Màu lông đen-trắng thông thường của gấu trúc Tứ Xuyên được thay thế bởi mẫu màu nâu sẫm-nâu nhạt. Hộp sọ của A. m. qinlingensis nhỏ hơn của họ hàng kia của chúng và chúng có răng hàm lớn hơn.

## Các vườn bách thú
- Vườn Bách thú Quốc gia (Hoa Kỳ) Lưu trữ ngày 18 tháng 8 năm 2016 tại Wayback Machine
- Vườn Bách thú Atlanta Lưu trữ ngày 7 tháng 2 năm 2005 tại Wayback Machine
- Vườn Bách thú San Diego
- Vườn Bách thú Memphis Lưu trữ ngày 15 tháng 2 năm 2005 tại Wayback Machine
- Tiergarten Schönbrunn Lưu trữ ngày 8 tháng 2 năm 2005 tại Wayback Machine (Wien)
- Vườn Bách thú Berlin Lưu trữ ngày 11 tháng 3 năm 2005 tại Wayback Machine